# Let’s Dance (Album)
Let’s Dance ist das 15. Studioalbum von David Bowie. Es erschien am 14. April 1983 bei EMI.

## Hintergrund
Das Album wurde von David Bowie selbst produziert. Nile Rodgers von Chic war Co-Produzent. Das Album entstand im Dezember 1982 im Studio Power Station in Manhattan, New York City. Bowie selbst bezeichnete das Album als “a rediscovery of white-English-ex-art-school-student-meets-black-American-funk, a refocusing of Young Americans”.
Die Platte enthält drei von David Bowies erfolgreichsten Singles. Der Titelsong Let’s Dance erreichte Platz 1 in Großbritannien, den USA und verschiedenen anderen Ländern. Modern Love und China Girl erreichten beide Platz 2 in Großbritannien. China Girl war eine neue Version eines Songs, den Bowie zusammen mit Iggy Pop für sein Album The Idiot von 1977 geschrieben hatte. Das Album enthält auch eine neu aufgenommene Version des Songs Cat People (Putting Out Fire), der ein Jahr zuvor die Nummer 1 in Neuseeland, Norwegen und Schweden erreicht hatte.

## Rezeption
Let’s Dance wurde 1984 für den Grammy Award for Album of the Year nominiert, verlor jedoch gegen Michael Jacksons Thriller. Mit weltweit mindestens 10,7 Millionen verkauften Exemplaren ist die Platte das meistverkaufte Album von Bowie. Es war auch ein Sprungbrett für die Karriere des texanischen Bluesgitarristen Stevie Ray Vaughan, der darauf spielte. In Band 1 seiner Buchreihe Rock vergibt das Magazin eclipsed für das Werk die mittlere Kategorie Qualitätskauf. Das Album landet in der Gesamtschau aller Bowie-Alben in dieser Publikation auf Platz 12.
Das Album wurde 1983 als Limited Edition-Picture-Disc veröffentlicht. Es wurde 2018 erneut gemastert und in die Bowie-Box Loving the Alien (1983–1988) aufgenommen.

## Titelliste
Alle Titel wurden von David Bowie geschrieben, außer wo anders angegeben.
1. Modern Love – 4:46
2. China Girl (David Bowie, Iggy Pop) – 5:32
3. Let’s Dance – 7:38
4. Without You – 3:08
5. Ricochet – 5:14
6. Criminal World (Peter Godwin, Duncan Browne, Sean Lyons) – 4:25
7. Cat People (Putting Out Fire) (Bowie, Giorgio Moroder) – 5:09
8. Shake It – 3:49

## Kommerzieller Erfolg

### Chartplatzierungen
Das Album erreichte Platz eins der UK-Alben-Charts sowie Platz zwei in Deutschland und Österreich und Platz vier in den USA. Die Kritiken fielen insgesamt gemischt aus.
| ChartsChartplatzierungen       | Höchstplatzierung | Wochen |
| ------------------------------ | ----------------- | ------ |
| Deutschland (GfK)              | 2 (36 Wo.)        | 36     |
| Österreich (Ö3)                | 2 (31 Wo.)        | 31     |
| Schweiz (IFPI)                 | 17 (7 Wo.)        | 7      |
| Vereinigte Staaten (Billboard) | 4 (69 Wo.)        | 69     |
| Vereinigtes Königreich (OCC)   | 1 (61 Wo.)        | 61     |

| ChartsJahrescharts (1983) | Platzierung |
| ------------------------- | ----------- |
| Deutschland (GfK)         | 5           |
| Österreich (Ö3)           | 9           |

### Auszeichnungen für Musikverkäufe
| Land/Region                  | Auszeichnungen für Musikverkäufe (Land/Region, Auszeichnung, Verkäufe) | Verkäufe  |
| ---------------------------- | ---------------------------------------------------------------------- | --------- |
| Australien (ARIA)            | Platin                                                                 | 70.000    |
| Finnland (IFPI)              | Gold                                                                   | 45.201    |
| Frankreich (SNEP)            | Platin                                                                 | 400.000   |
| Kanada (MC)                  | 5× Platin                                                              | 500.000   |
| Neuseeland (RMNZ)            | 5× Platin                                                              | 100.000   |
| Niederlande (NVPI)           | Platin                                                                 | 100.000   |
| Österreich (IFPI)            | Gold                                                                   | 25.000    |
| Spanien (Promusicae)         | Gold                                                                   | 50.000    |
| Vereinigte Staaten (RIAA)    | Platin                                                                 | 1.000.000 |
| Vereinigtes Königreich (BPI) | Platin · + Silber (Remastered)                                         | 360.000   |
| Insgesamt                    | 1× Silber · 3× Gold · 15× Platin ·                                     | 2.850.101 |

Hauptartikel: David Bowie/Auszeichnungen für Musikverkäufe